# Robert Herzog
Robert III. Herzog (17. února 1823 Budzów – 26. prosince 1886 Vratislav) byl německý římskokatolický kněz. V letech 1882–1886 zastával úřad vratislavského biskupa.

## Životopis
Narodil se jako nejstarší syn farmáře Josefa Herzoga a jeho ženy Barbary, rozené Herold. V roce 1844 dokončil studium na střední škole v Kladsku a o tři roky později získal titul z teologie na Vratislavské univerzitě. Roku 1848 byl vysvěcen na kněze.
Po škole působil jako farář a učitel náboženství v Brzegu. V říjnu 1850 byl povolán do Berlína, kde se stal vikářem a kurátorem farnosti svaté Hedviky. Od roku 1857 působil jako kurátor a později jako administrátor farnosti svatého Vojtěcha ve Vratislavi. Roku 1862 byl jmenován administrátorem a o rok později proboštem, děkanem a školním inspektorem v Brzegu. V roce 1870 se vrátil zpět do Berlína na své bývalé místo ve farnosti svaté Hedviky a zde zastával zároveň funkci biskupského delegáta pro Braniborsko a Pomořansko. Později obdržel titul čestného vratislavského kanovníka.
Na žádost pruské vlády jej papež Lev XII. jmenoval vratislavským diecézním biskupem. V období svého úřadování odvolal vládou dosazené probošty, kteří se dostali na svá místa bez souhlasu biskupa v průběhu kulturkampfu.